# Kaple Neposkvrněného početí Panny Marie (Olomouc-Povel)
Kaple Neposkvrněného početí Panny Marie je památkově chráněná drobná barokní stavba z 2. poloviny 18. století. Stojí uprostřed panelového sídliště v Olomouci, místní část Povel. Patří do správy římskokatolické farnosti Olomouc-Nové Sady a mše jsou zde slouženy dva dny v týdnu.

## Historie
Kaple byla vybudována v roce 1773 na přání obyvatel osady Povel, která patřila pod církevní správu farnosti kostela svatého Mořice v Olomouci. Autorem plánu stavby byl zednický mistr Franz Morbitzer, malou věž postavil tesař Jakub Pechtl. Kaple stála na návsi uprostřed obce a mše v ní byly slouženy několikrát do roka. V roce 1859 v ní byly instalovány varhany, které však byly v padesátých letech 20. století vyřazeny. Od roku 1860 kaple přísluší do římskokatolické farnosti Nové Sady. V roce 1911 byla provedena rozsáhlá oprava, kterou financovali místní farníci. Podlaha kaple byla pokryta terasovou dlažbou, namísto zchátralého kůru byl vybudován nový a vyměněn byl i hlavní oltář. V letech 1924 a 1925 byla opravena střecha a zavedeno elektrické osvětlení. Další opravy byly provedeny v letech 1949 a 1965. Na počátku šedesátých let byl osud kaple nejistý, byl vydán úřední zákaz bohoslužeb a diskutovalo se o využití kaple k jiným účelům (skladiště, kino). Padly i návrhy na její zbourání. Proti tomu se postavili památkáři a v roce 1964 byla kaple zapsána na seznam chráněných kulturních památek. Přes zákaz se mše v kapli konaly příležitostně až do poloviny 80. let, kdy byla kaple uzavřena. Okolní stará zástavba bývalé obce Povel, která se v roce 1919 stala součástí města Olomouce, ustoupila výstavbě nového sídliště a kaple byla obklopena vysokými panelovými domy. Kolem ní byly druhotně umístěny barokní sochy z různých částí města. Na počátku devadesátých let byla kaple opravena a předána do majetku církve. V letech 2019–2020 byla provedena generální oprava interiéru a byl pořízen nový bohoslužebný a doplňující inventář. V prosinci 2020 kapli posvětil pomocný olomoucký biskup Antonín Basler.

## Popis

### Exteriér
Jedná se o podélnou jednolodní stavbu s půlkruhovým odsazeným závěrem, ke kterému přiléhá čtyřboká nízká sakristie. Na hřebeni sedlové střechy je sanktusník s lucernou a makovicí. Současný zvon je z roku 1942 a nemá srdce. Nahradil původní zvon z roku 1781, který byl zrekvírován během druhé světové války. Uprostřed hlavního průčelí je kamenný portál se segmentovým záklenkem a nad ním okno, nad kterým je vedena hlavní římsa krytá taškami. Na římsu navazuje tvarovaný štít se slepým oknem a dekorativními vázami na bocích. Je zakončen segmentovým frontonem. Celá fasáda je členěna lizénami, v bočních stěnách je jedno okno s půlkruhovým záklenkem.
Kolem kaple jsou rozmístěny barokní sochy pocházející z různých částí města. Před průčelím po pravé straně stojí socha sv. Judy Tadeáše z roku 1728. Vytvořil ji Franz Hoffmann a původně patřila klášteru Hradisko, později stála na Nových Sadech. Směrem k sakristii jsou umístěny sochy sv. Sebastiana (1720) a sv. Jana Nepomuckého (1728), obě značně poškozené. Kamenný podstavec s letopočtem 1832 na levé straně před průčelím nesl pravděpodobně kříž, který se nedochoval. Vzadu u sakristie po levé straně stojí na hranolovém soklu plastika Boha Otce trůnícího v oblacích z roku 1751.
Okolí kaple je od roku 2022 postupně upravováno výsadbou stromů do podoby parku Lásky a Přátelství pod patronací nadace Malý Noe. 

### Interiér
Loď čtvercového půdorysu je zaklenuta neckovou klenbou se čtyřmi lunetami. V západní části lodi je kruchta, k níž vede točité železné schodiště. Presbytář má zaoblený půdorys a je zaklenut konchou. Přes malý portálek se vchází do sakristie. Okenní vitráže v presbytáři pocházejí z devadesátých let 20. století a je na nich sv. Josef s Ježíškem a sv. Anna s Pannou Marií.
Mobiliář doznal v průběhu let mnoha změn. Jako jediný se dochoval obraz Neposkvrněného početí Panny Marie na průčelí presbytáře od Josefa Pilze z roku 1773. O sto let později byl restaurován a patrně i přemalován.